# 近江の戦い
近江の戦い（おうみのたたかい）は、建武政権期（広義の南北朝時代）、延元元年/建武3年9月中旬から29日（1336年10月下旬から11月3日）にかけて、近江国（現在の滋賀県）で、建武政権の新田義貞・脇屋義助らと、足利方の小笠原貞宗・佐々木導誉らとの間で行われた戦い。建武の乱の末尾を飾る戦いで、比叡山に本拠地を遷した建武政権は、この敗戦によって近江側からの補給路を断たれたことで、同年10月10日（西暦：11月13日）に足利方へ降伏した。

## 背景
前年末から続く建武の乱の後半戦は、九州で再起して本州に戻った足利尊氏・足利直義ら足利方が、延元元年/建武3年5月25日（1336年7月4日）に行われた湊川の戦い、および同年6月から8月にかけて行われた第二次京都合戦と立て続けに大勝した。一方の建武政権側は、首都京都と四人の重臣「三木一草」（結城親光、名和長年、楠木正成、千種忠顕）を全て失うという壊滅的状況にあった。しかし、後醍醐天皇と総大将新田義貞は比叡山に籠城し、山門（延暦寺）の持つ強大な財力・兵力と、交通の要衝琵琶湖を擁する近江国からの補給を背景に、再起を虎視眈々と狙っていた。

## 経過
9月中旬、足利方の小笠原貞宗が甲斐・信濃両国の一族・軍勢3,000余騎を連れて、東山道から近江国へ進み、瀬田（現在の滋賀県大津市瀬田）まで差し掛かったところ、比叡山の衆徒が瀬田の唐橋を撤回した後だったので、仕方なく野路に陣を張った（『梅松論』下）。そこに新田義貞・脇屋義助が瀬田川を渡って攻撃を仕掛け、大きな戦いとなったが、最後は貞宗が勝利した（『梅松論』下）。
貞宗は次の攻撃を警戒して、より防衛力の高い鏡山に陣を張り直したが、それにも関わらず新田軍は果敢に攻撃を続けてきたので、これも撃退した（『梅松論』下）。貞宗はさらに堅固な伊吹山の山中に立てこもり、伝令を遣わして京都の足利方に事の次第を注進した（『梅松論』下）。
折しも、京では「山徒（比叡山の僧兵）といい新田軍といい、近江国の力によって、東坂本（比叡山の東側＝滋賀県側）の敵どもは力を維持しているのだから、足利軍を派兵して近江国を制圧し、東坂本への兵糧の補給路を塞ぐべきではないか」という議論の最中だった（『梅松論』下）。そこにちょうど、貞宗と義貞の戦いの報が入ったので、派兵が決定した（『梅松論』下）。9月末、佐々木導誉（高氏）を援軍の主将として足利方本軍が出陣（『梅松論』下）。
27日には今川掃部助（諱不明）も出撃し、導誉の弟佐々木経氏は兄ではなく今川氏の指揮下で戦った（『朽木古文書』）。
足利方本軍は丹波路から若狭国小浜（現在の福井県小浜市）に出て、導誉はこの周辺の地形・戦略に通じていたため、滞りなく近江北部から進撃し、貞宗との合流に成功（『梅松論』下）。
足利軍ははじめ木浜役所（現在の守山市木浜町）に陣取ったが、新田軍が姿を見せて威圧したため、28日夜、近江国栗太郡大満加里（現在の守山市洲本町己爾乃神社周辺）の河原を、小佐治基氏らが夜通し警護した（『小佐治文書』）。
29日、両軍は伊岐代（現在の草津市片岡町印岐志呂神社）・馬場（現在の草津市馬場町）で開戦（『田代文書』）。これに負けて逃げる新田軍を足利軍は追撃して志那浜（現在の草津市志那町の志那浜湖岸）で散々に打ち破り、足利方の武将田代顕綱も首級一つをあげるなどの武勇を見せた（『田代文書』）。

## 影響
足利方の目論見通り、建武政権・比叡山は大きく力を削がれ、降伏への決定打となった（『梅松論』下）。
10月2日から8日まで和泉国で、10月8日には伊予国で小規模な小競り合いがあったものの、覇権を確立した足利方には何の問題にもならなかった。
延元元年/建武3年10月10日（1336年11月13日）、後醍醐天皇は投降して京に還り、ここに建武政権は終焉を迎えた。
一方、新田義貞は後醍醐の皇子恒良親王と尊良親王を奉じて北陸方面に向かい、越前国敦賀（現在の福井県敦賀市）金ヶ崎城に籠城、南北朝の内乱まで引き続き抗戦した（金ヶ崎の戦い）。

## 伝説・創作
『太平記』巻17「江州軍の事」では、佐々木導誉が建武政権軍に偽りの投降をして、建武政権の近江における所領を獲得。小笠原貞宗を近江から追い出した後、今度は建武政権を攻めて、手柄を独り占めするといった、導誉の婆娑羅大名ぶりを引き立てる創作が描かれる。